# يعقوب الصغير
يعقوب الأصغر أو الصغير هو أحد رموز المسيحية المبكرة ، وهو واحد من الاثني عشر الذين اختارهم المسيح.
لا ينبغي الخلط بينه وبين يعقوب بن زبدي (يعقوب الكبير). يظن بأنه هو يعقوب البار، ويعتقد أن القديس جيروم وأولئك الذين تبعوه أنه من أقارب المسيح. يحتفل بذكرى القديس يعقوب الأصغر احتفالا تقليديا مع القديس فيلبس في الأول من مايو في التقويمات الغربية.